# Triinu Kivilaan

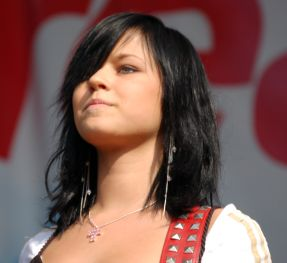
Triinu Kivilaan (Augustus 2005)

Triinu Kivilaan. ook bijgenaamd Crazy en Turtle (Viljandi (Estland), 13 januari 1989) is een Estische musicus en voormalig bassist van de meidengroep Vanilla Ninja. Ze werkte als model voor enkele jaren, waarna ze bij de groep kwam om Maarja Kivi te vervangen die de groep moest verlaten wegens haar zwangerschap. Triinu was het jongste lid van de meidengroep en heeft in januari 2006 in goed overleg besloten uit de band te stappen.
Triinu ging naar de hoge school van Carl Robert Jakobsoni Nimeline in Viljandi en wilde haar studie in Duitsland afronden, ondanks haar drukke carrière bij de groep. Triinu heeft aan verscheidene zangwedstrijden deelgenomen, leerde piano, basgitaar en saxofoon spelen en was de bassist van Vanilla Ninja. Haar favoriete muziek is Rock, Heavy metal, Pop en Hiphop. 
- Talen: Estisch, Engels
- Hobby's: Lezen, Zingen
- Instrumenten: Basgitaar, Saxofoon
- Favoriete muziek: Rock, Heavy metal, Pop, Hiphop
- Favoriete artiesten: Pink, Linkin Park, The Rasmus, Incubus
- Kleur ogen: Groen
- Lengte: 1,72